# Stade Michel d'Ornano
Stade Michel d'Ornano este un stadion multifuncțional din Caen, Franța. În prezent este folosit în principal pentru meciuri de fotbal și este stadionul pe care își joacă meciurile de pe teren propriu echipa SM Caen. Acesta poartă numele politicianului francez Michel d'Ornano, fost președinte al regiunii Normandia Inferioară.
Stadionul a fost construit în 1993 pentru a înlocui Stade de Venoix și are o capacitate de 20.300 de locuri.